# Justicia blackii
Justicia blackii är en akantusväxtart som beskrevs av Emery Clarence Leonard. Justicia blackii ingår i släktet Justicia och familjen akantusväxter. Inga underarter finns listade i Catalogue of Life.